# Berthe Morisot
Berthe Marie Pauline Morisot (Bourges, 14 de enero de 1841-París, 2 de marzo de 1895) fue una pintora francesa, fundadora y figura clave del movimiento impresionista.
Desarrolló una carrera artística profesional durante más de tres décadas, exponiendo desde los 23 años en el Salón de París, e incorporándose más adelante a la vanguardia de las exposiciones impresionistas comenzadas en 1874, en las cuales también participaron Claude Monet, Edgar Degas y Pierre-Auguste Renoir, entre otros.
Sus esfuerzos por plasmar las sensaciones de visión mediante una compleja red de pinceladas quebradas la colocaron en la vanguardia de su época. Su pintura, muy ligada a su propia vida y a la de las personas que la rodeaban, muestra su entorno tal y como ella lo veía, con una gran naturalidad.
A pesar de que hasta finales del siglo XX, la historia del arte había relegado su historia y participación a un segundo plano, tanto su talento como su habilidad le valieron el respeto y reconocimiento públicos de sus colegas varones contemporáneos, logro por lo demás inusual para las mujeres de la época. Su voluntad de romper con la tradición, la trascendencia de sus modelos y su capacidad la convierten, para algunos autores, en “la gran dama de la pintura”.

## Primeros años y formación

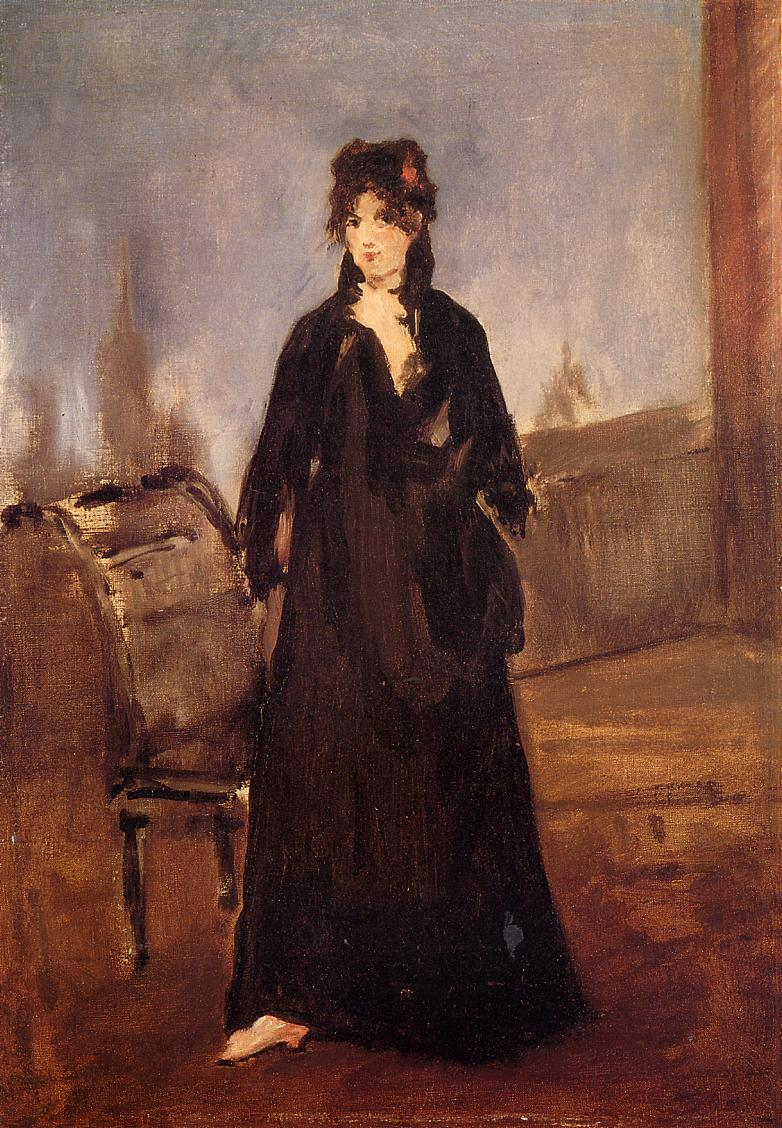
Berthe Morisot con zapato rosa, por Édouard Manet (1872), Hiroshima Museum of Art.

Berthe Morisot nació en Bourges, el 14 de enero de 1841, en el seno de una familia de la alta burguesía. Fue la tercera hija del matrimonio de Marie-Joséphine-Cornélie Thomas, proveniente de una familia de tesoreros y pagadores del Estado, y Edmé Tiburce Morisot (1806-1874) quien era entonces funcionario del gobierno local. Tuvo dos hermanas mayores, Yves (1838-1893) y Edma (1839-1921) y un hermano menor, Tiburce (1848-?).
Su familia se mudó varias veces debido al trabajo de su padre, hasta que en 1852 se radicaron en Passy, en aquel entonces un suburbio rural al oeste de París, ciudad donde Morisot permaneció hasta su muerte. Fueron precisamente sus padres, interesados por la música y las artes, quienes animaron a Berthe y a su hermana Edma a iniciarse en estas, inscribiéndolas en clases privadas de dibujo en 1857. Sus tutores fueron el artista neoclásico Geoffroy Alphonse Chocarne (1797-c.a), pintor de la escuela de Dominque Ingres; y más tarde Joseph-Benoît Guichard (1806-1880), quien fue solicitado por las hermanas, deseosas de una formación profesional. Este último les dio conocimientos clásicos, y las animó a iniciarse como copistas en el Louvre. Al percatarse de su talento, advirtió a su madre de las consecuencias que el mismo podría acarrear.

«dado el talento natural de sus hijas, mi instrucción no las convertirá en simples pintoras de salón, sino en auténticas artistas. ¿Se da usted cuenta de lo que esto puede significar? Será revolucionario, e incluso diría que catastrófico en un entorno burgués y elitista como el suyo. ¿Está segura de que no llegará a lamentar el día en el que permitió que el arte entrara en su casa, hoy un hogar respetable y apacible? ¿Se da cuenta de que el arte puede llegar a regir el destino de sus dos hijas?»

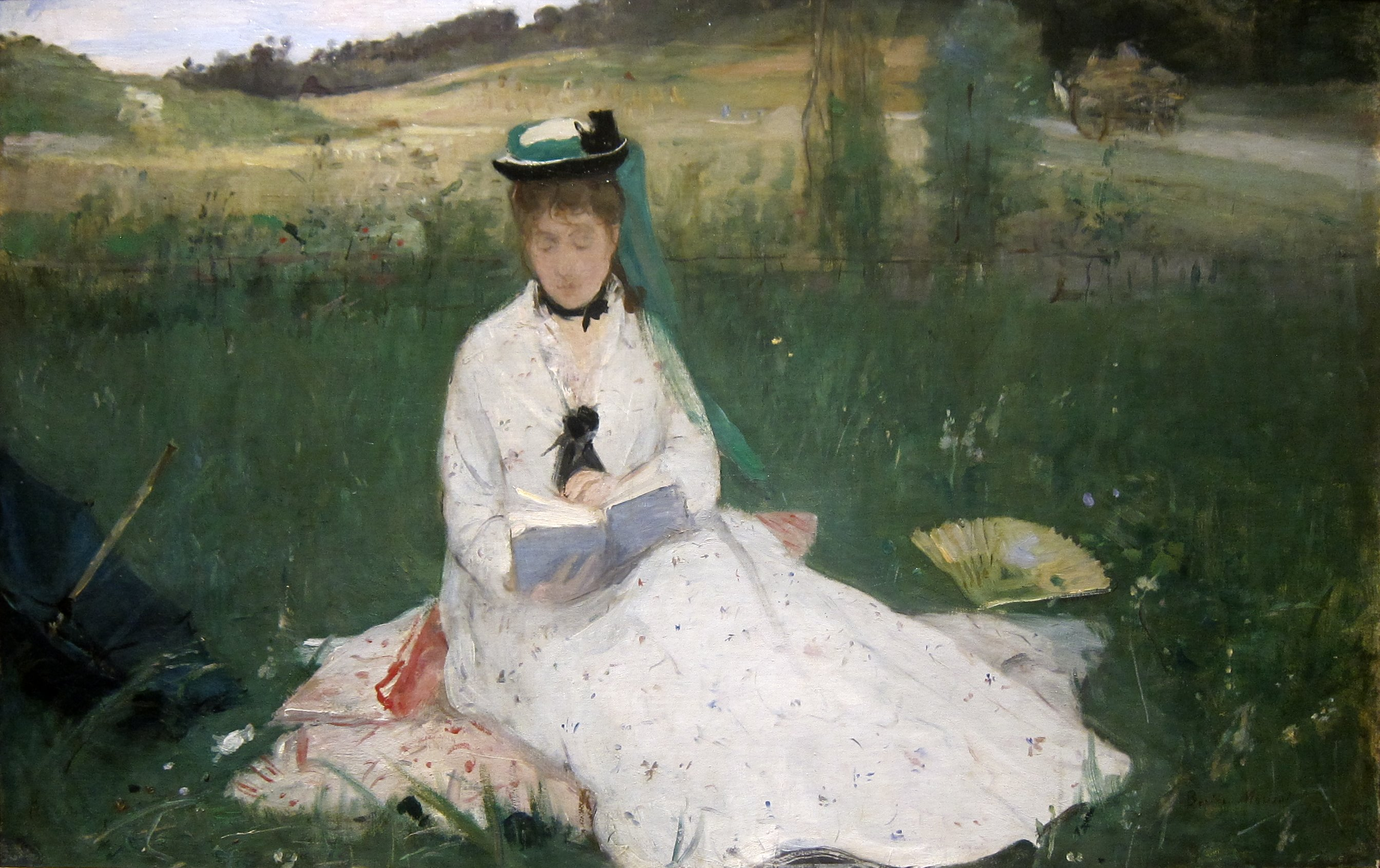
Edma Morisot leyendo (1867), Museo de Arte de Cleveland.

A la edad de 20 años, Berthe y Edma Morisot conocieron a Camille Corot (1796-1875), importante paisajista de la Escuela de Barbizon, con quien estudiaron hasta 1862. Su forma de captar y plasmar la realidad a través del color y la luz tendría una gran influencia en la obra de ambas artistas y daría paso a nuevas formas de expresión. Además, las introdujo en la técnica del plein-air o pintura al aire libre, bajo la cual Berthe realizó sus primeras obras serias, y permitió que ambas trabajaran con él en su casa de Ville-d'Avray durante el verano de 1861. 

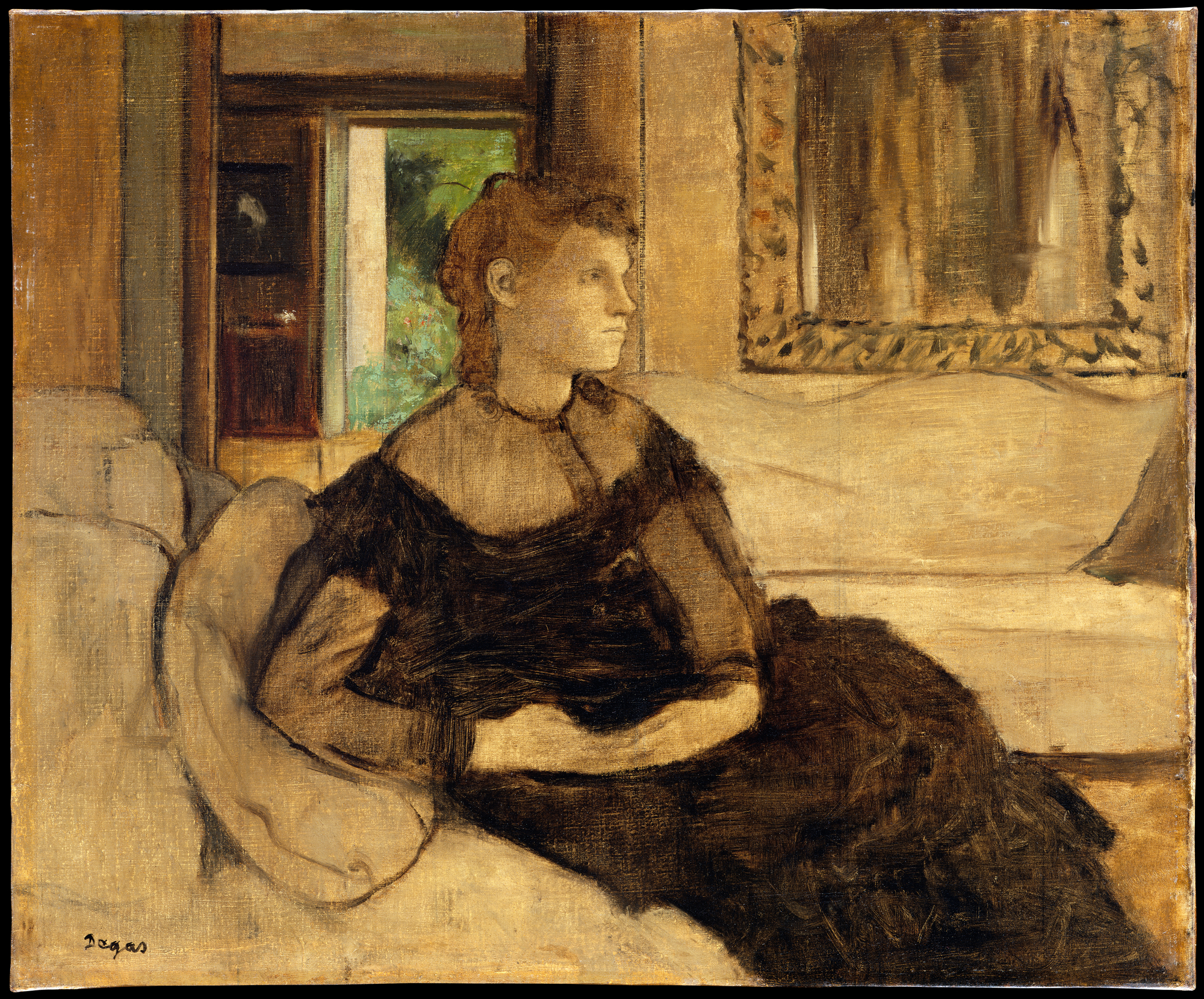
Madame Théodore Gobillard, nacida Yves Morisot, por Edgar Degas en 1869, Museo Metropolitano de Arte, Nueva York.

## Inicios de su carrera profesional
La primera participación de las hermanas en el Salón de París fue en 1864, con dos paisajes admitidos, cuando Berthe contaba con tan solo 23 años. A partir de allí, ambas continuaron exhibiendo continuamente; Edma hasta 1869, fecha de su matrimonio con el oficial de la marina Adolphe Pontillon (lo que significó su retirada de la pintura), y Berthe hasta 1873, año en el que pasó a incorporarse a la vanguardia emergente que luego se denominaría Impresionismo.

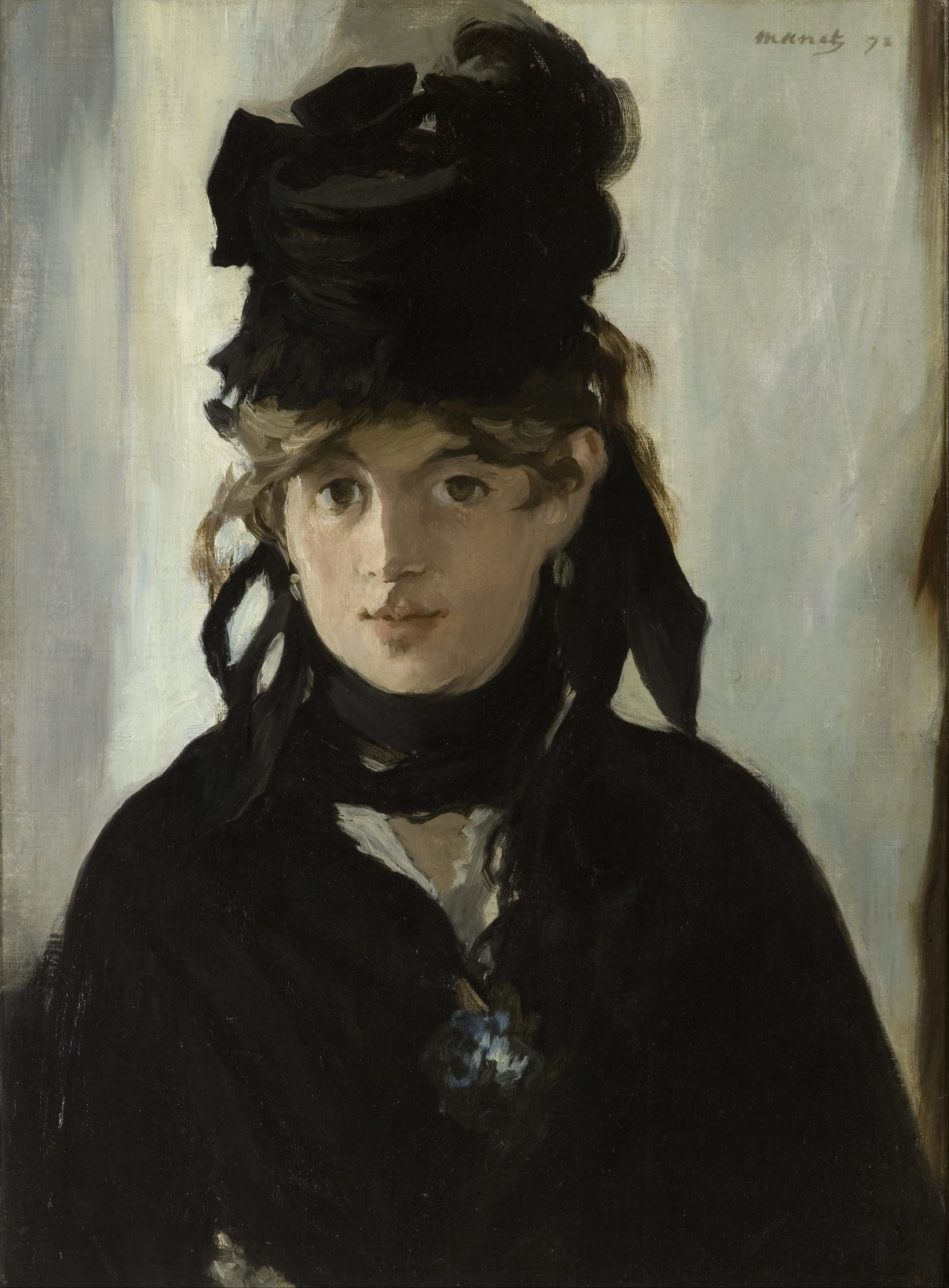
Berthe Morisot por Édouard Manet (1870) Museo de Orsay, París.

Su incorporación se dio en principio gracias a que en 1868 conoció a Édouard Manet en una sesión de copiado en el Louvre, con quien estableció una prolongada amistad y un continuo intercambio a nivel profesional. Este la pintó en más de una decena de sus cuadros entre 1868 y 1874, convirtiéndola en uno de sus más frecuentes temas, tanto en retratos como en obras de gran formato, como el caso de El balcón (el cual generó algunas polémicas, debido a los rumores que se formaron alrededor de la figura de Morisot como supuesta femme fatale, aunque es sabido que la artista siempre posó acompañada por su madre) que, pese a su elegancia, fue tildado de vulgar por los caricaturistas coetáneos del pintor.
Sumado a esto, su amistad con Manet le permitió conocer de primera mano los primordiales debates sobre el arte moderno y la realidad cotidiana, que solían ser discutidos en el Café Guerbois, lugar vetado para las mujeres respetables. Gracias a las conversaciones que mantenía con este y otros artistas en las veladas de los martes en casa de su familia, y en las de los jueves, en casa de Manet (a las que solían asistir los hermanos de este, Eugène y Gustave, así como destacados intelectuales y pintores, como Charles Baudelaire, Edgar Degas, Zacharie Astruc y Alfred Stevens), Morisot consiguió acercarse a los círculos artísticos del momento, acercando sus intereses a los del futuro grupo impresionista y comenzando a pintar temas de temáticas domésticas de la vida moderna que mostraban su dominio de la pintura al aire libre.

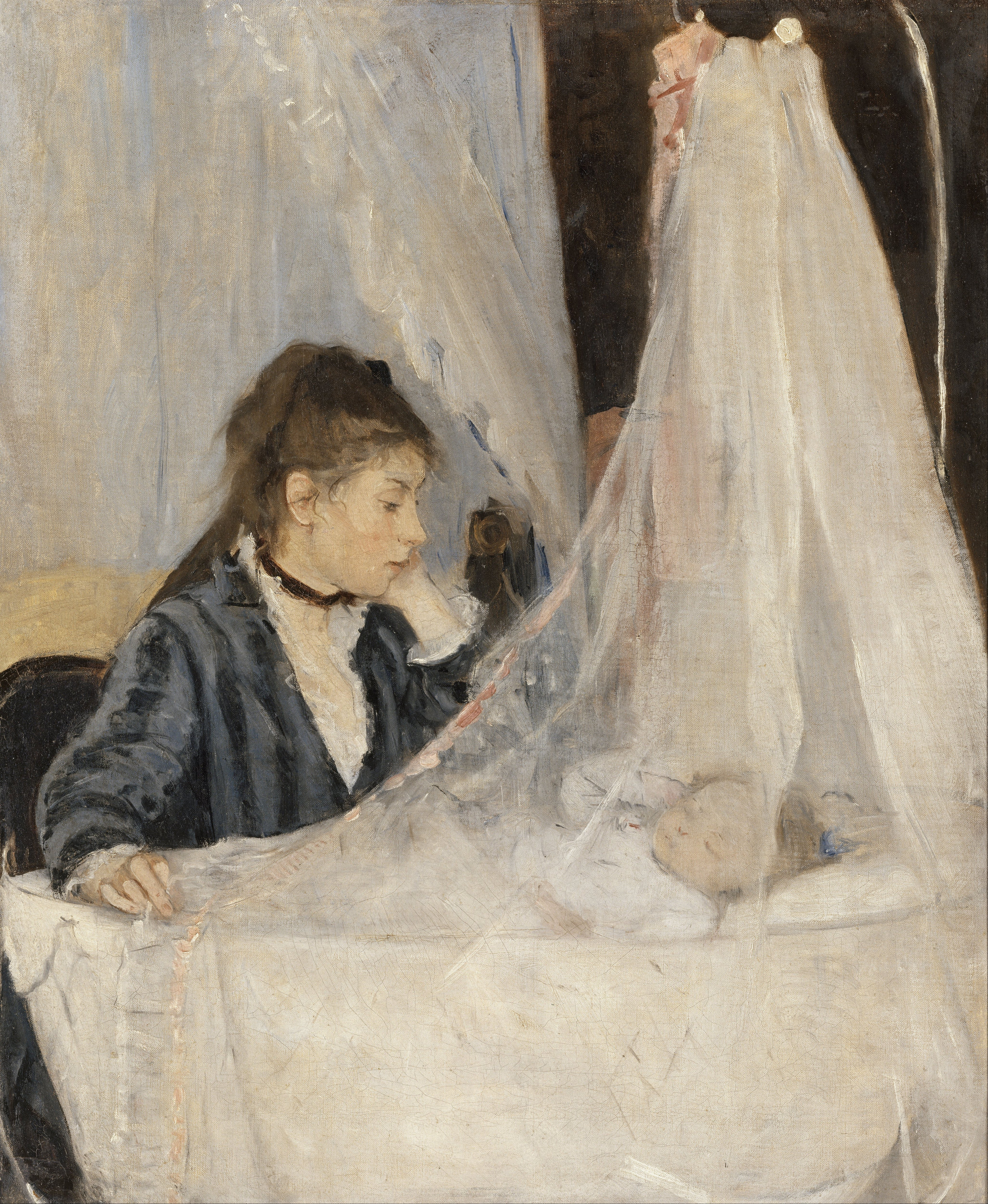
La cuna (1872), Museo de Orsay, París.

En 1870, y tras el estallido de la guerra franco-prusiana, Morisot y Manet fueron algunos de los artistas que decidieron quedarse en París. Con la llegada del invierno, la salud de Morisot se resintió debido al hambre y el frío, por lo que decidió trasladarse con sus padres a Saint-Germain-en-Laye, y posteriormente a Cherburgo para reunirse con su hermana Edma. Allí volvió a retomar la pintura por primera vez desde el inicio de la guerra, tomando a su hermana y sus sobrinos como modelos para muchas de las que fueron sus obras más emblemáticas, como Mujer y niño sentados en el prado (1871), La cuna (1872) y En un banco (1872).
Es en esta época en la cual su estilo se va perfilando claramente. La artista comenzó a captar en el lienzo las impresiones de felicidad familiar, tanto en escenas de interior como al aire libre; reuniones familiares de carácter íntimo o la cultivada vida de sus parientes, con un estilo pictórico que fue progresivamente espontáneo y suelto. Tuvo una predilección por los colores claros y es conocida por su manejo único del blanco, además de su interés por la expresión psicológica de sus modelos.
En 1872, además, vendió 22 pinturas al famoso comerciante y promotor parisino Paul Durand-Ruel, hecho que marcó otro hito en su carrera como artista profesional.

## Apogeo e impresionismo
Con el fin de la guerra, Morisot volvió a París para continuar con su carrera artística, preparando las obras que presentaría en el Salón de 1873. Sin embargo, el jurado ultraconservador de ese año solo aceptó uno de sus pasteles, negando también la participación de Monet, Camille Pissarro y Alfred Sisley, entre otros. El malestar causado entre los artistas derivó en la creación, en diciembre de 1873, de la Sociedad Anónima de Pintores, Escultores y Grabadores, que pudo por fin organizar una exposición independiente en la primavera de 1874. Uno de sus fundadores, Edgar Degas, invitó a Berthe a exponer, y tras aceptar, la pintora materializó su integración oficial a la vanguardia impresionista, a través de cuatro óleos dentro de dicha exposición, inaugurada el 15 de abril de 1874 en el antiguo taller del fotógrafo Nadar, ubicado en el IX Distrito de París.En este contexto, según la historiadora del arte Katty Hessel, Morisot fue la única participante femenina en el movimiento de la primera muestra impresionista del 1874. Morisot hizo una brillante carrera y expuso sus obras en todas las ocho muestras del grupo impresionista entre 1874 y 1886, solo faltó a una por motivos de salud después del nacimiento de su hija. Recogió elogios por sus pincelada rápidas, delicadas pero a veces rudas, y también por sus sujetos que iban desde la vida familiar a la burguesía del bel mondo.

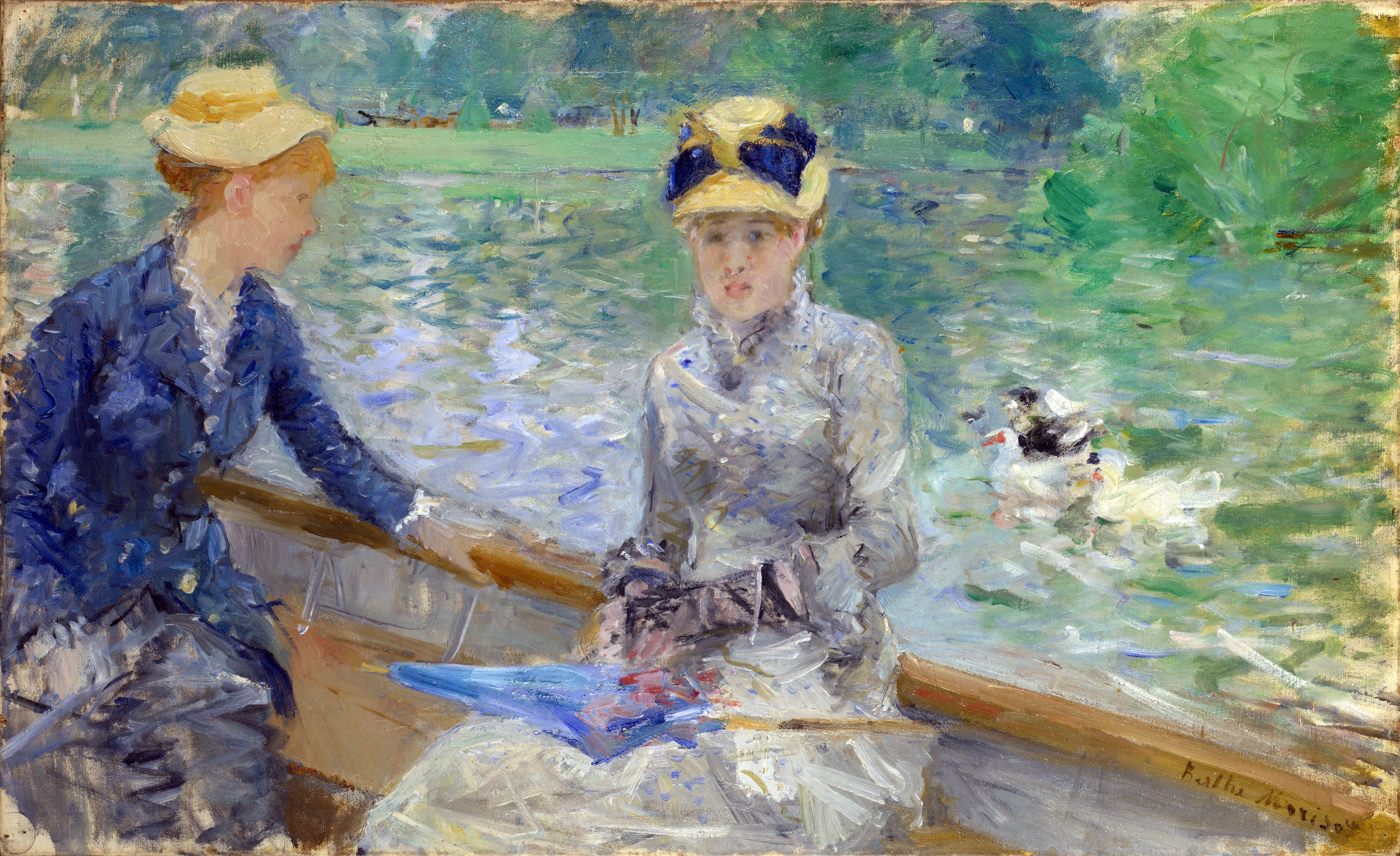
Día de verano (1879), National Gallery, Londres.

Morisot, luego de Camille Pissarro, fue la pintora cuyas obras integraron más exposiciones impresionistas originales, faltando solo a una, en 1879, luego de que nació su hija Julie. Su habilidad para captar el gusto del público está sugerida por el hecho de que su trabajo fue muy popular durante toda su vida, incluso en ocasiones vendiendo más que muchos de sus contemporáneos varones, como Degas, Monet o Sisley.
Sin embargo, al igual que Mary Cassatt, Eva Gonzalès o Marie Bracquemond, Berthe Morisot fue relegada a un segundo plano por los historiadores del arte, más específicamente a la categoría de artistas femeninas, por su temática de la vida cotidiana (mujeres, niños y escenas domésticas). Sin embargo, como mandaba la doctrina impresionista, Morisot pintaba la inmediatez, lo que veía en su vida normal, de la misma forma que sus colegas masculinos, pero con una óptica diferente. Como una mujer de la alta burguesía, estaba habituada a escenas domésticas, deportes campestres y un amplio círculo de mujeres y niños, ya que el mundo masculino les estaba vetado. A pesar de esto, la figura de Berthe Morisot, junto a las de otras maestras de la pintura, quedó ensombrecida por el conjunto del movimiento y en especial de los pintores masculinos.

## Madurez artística

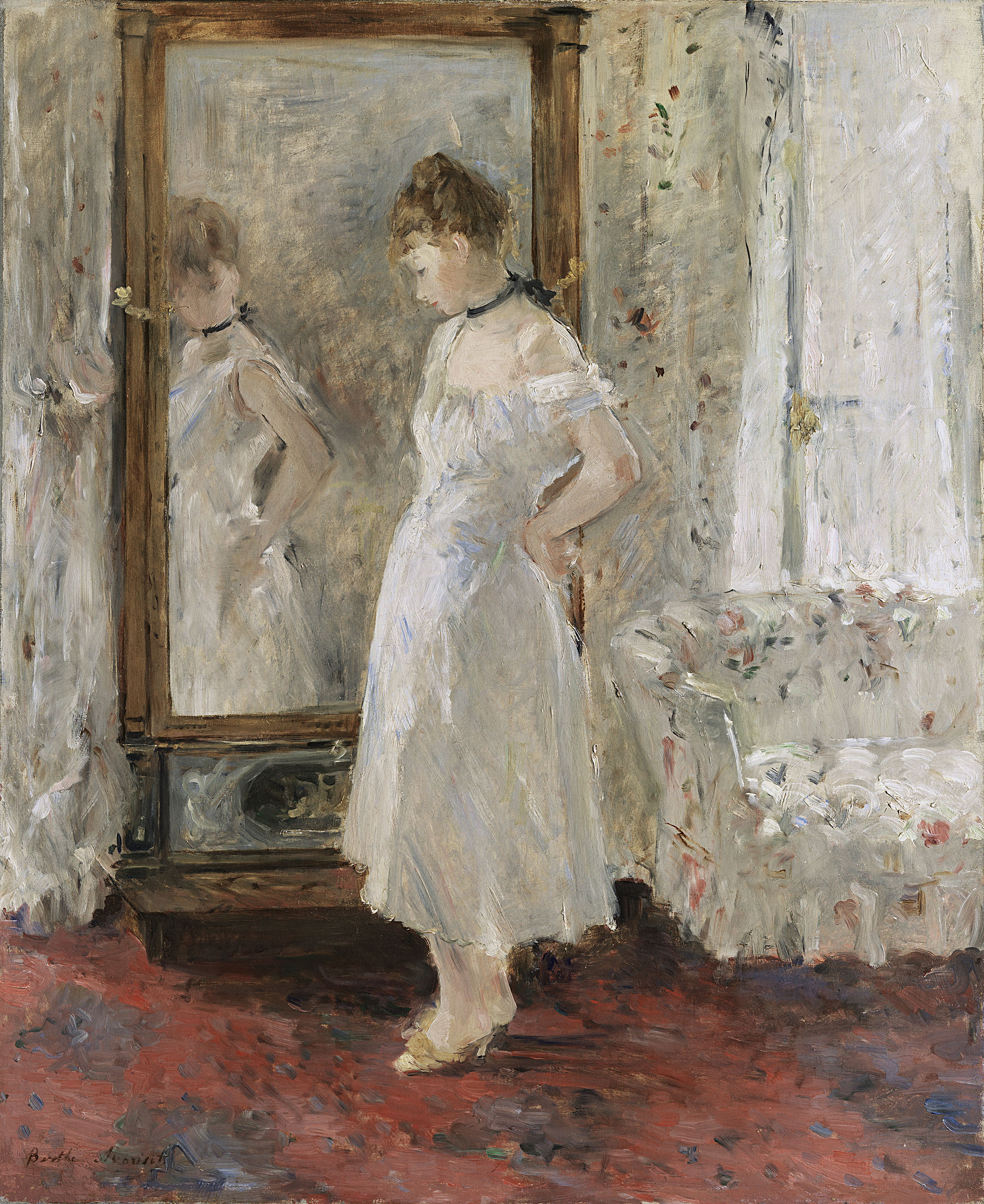
La Psyché (1876), Museo Thyssen-Bornemisza, Madrid.

El 22 de diciembre de 1874, a la edad de 33 años, se casó con Eugène Manet, hermano de su compañero artista. Eugène era un pintor aficionado y estaba muy introducido en los círculos literarios y políticos. Aunque nunca desempeñó un trabajo concreto, apoyó siempre la carrera artística de su mujer, ayudándola a organizar e instalar sus exposiciones.
En 1875, Morisot y su esposo viajaron unos meses a la Isla de Wight, en Inglaterra. Durante la estancia en la isla, y contraviniendo las normas establecidas de equilibrio en la composición y definición de contornos, empezó a desarrollar una especie de nueva ‘taquigrafía visual’ de pinceladas cortas y rápidas para pintar lo que tenía delante, fueran objetos o personas. Plasmó el movimiento y la caída de la luz trazando rayas discontinuas de pintura con la superficie del pincel, rápidas líneas con la punta del mismo, y rayando la pintura con el mango. Ninguno de sus colegas impresionistas había trabajado de una manera tan experimental.

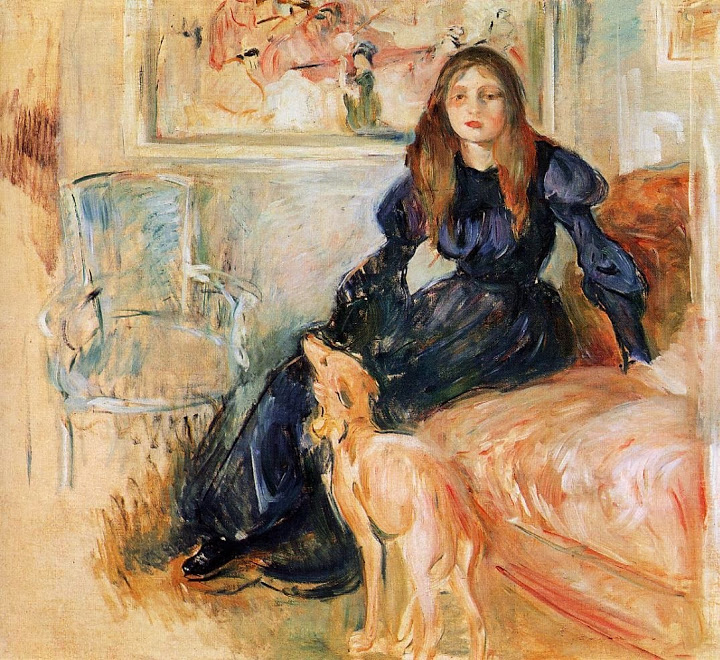
Julie y su galgo (1893) Museo Marmottan-Monet, París.

El 14 de noviembre de 1878 Morisot tuvo a su única hija, Julie Manet, que fue su modelo predilecta en muchas de sus obras, desde su infancia hasta su adolescencia, e incluso también posó para algunos de sus colegas como Manet y Pierre Renoir.
En torno a 1885, adquirió la costumbre de organizar reuniones sociales, generalmente cenas, a las que solían asistir sus compañeros impresionistas y su amigo el poeta Stéphane Mallarmé, entre otros. En esta época además, afianzó su amistad con Renoir, tras la muerte de Édouard Manet. Los dos sentían una gran admiración por la pintura francesa del siglo XVIII (en esta época Morisot hizo una copia de gran formato de una cuadro de Boucher) y ambos abordaban temas similares. Tras visitar el estudio de Renoir en 1886, Morisot se inspiraría en algunos de sus dibujos para hacer los estudios preliminares de algunas de sus posteriores pinturas figurativas.
En esta misma época empezó a hacer estudios de desnudos empleando distintas técnicas, como el pastel, el carboncillo y el grabado a punta seca, los cuales se verían reflejados en la última Exposición Impresionista, celebrada en 1886, donde presentó once óleos, además de una serie de acuarelas, dibujos y abanicos decorados. Uno de estos cuadros, Mujer arreglándose (1875), mostraba un momento muy íntimo de la toilette diaria de una dama, recordando sus anteriores pinturas de interiores.
Además de participar en las mismas, Morisot expuso también en Londres y por primera vez en Nueva York con Durand Ruel, en la “American Art Association”, el 10 de abril de 1886, confrontando al público estadounidense con la estética del impresionismo por primera vez, y alcanzando un éxito insospechado. Sumado a esto, en febrero de 1887 participó en una exposición organizada en Bruselas por un grupo de artistas llamado Los XX, presentando cinco cuadros.

## Últimos años

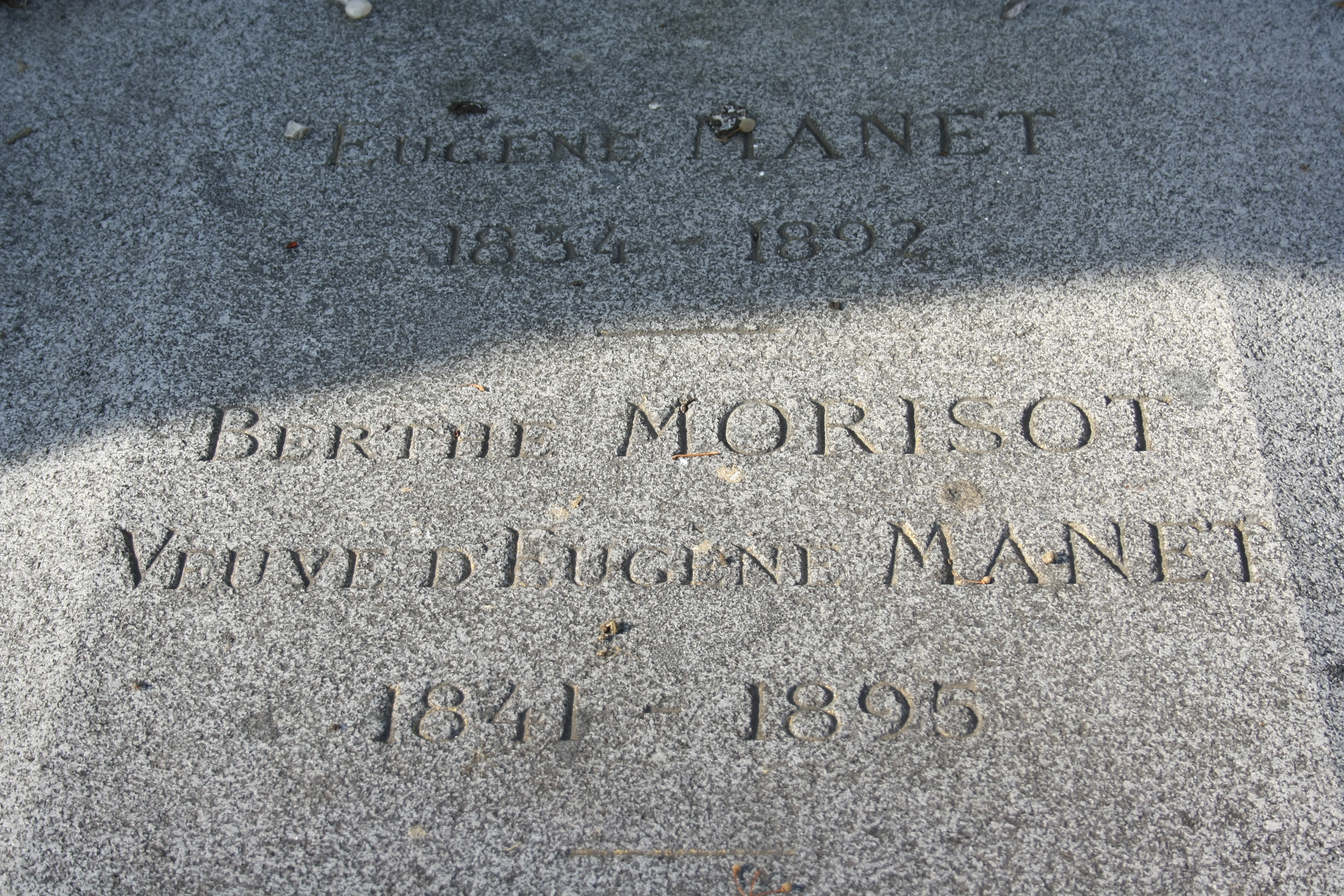
Tumba de Manet y Morisot, Cementerio de Passy, París.

Morisot logró exponer individualmente en vida, hecho que da cuenta del alcance y respeto que suscitaba como artista. Su primera exposición individual se celebró en la galería Boussod y Valadon en 1892, y gozó de un rotundo éxito. En ese mismo año también sucedió la muerte de su esposo, Eugène Manet, y posteriormente la de su hermana Yves en 1893.
En 1894 viajó a Bruselas para ver una gran exposición colectiva organizada por La Libre Esthétique, en la que presentó cuatro cuadros. Durante ese año, el Estado francés compró por primera vez una pintura suya, La jovencita vestida de gala.
La artista falleció el 2 de marzo de 1895, a los cincuenta y cuatro años, a consecuencia de una congestión pulmonar. Fue enterrada el 6 de marzo en el panteón familiar del cementerio de Passy en París, junto a su marido Eugène y su colega artístico y cuñado Édouard Manet.
El año después de su muerte, sus amigos artistas, incluyendo Degas, Renoir, Monet y Mallarme, organizaron la primera exposición retrospectiva del trabajo de Morisot, reuniendo 380 de sus pinturas y rindiendo tributo a su talento.

## Legado

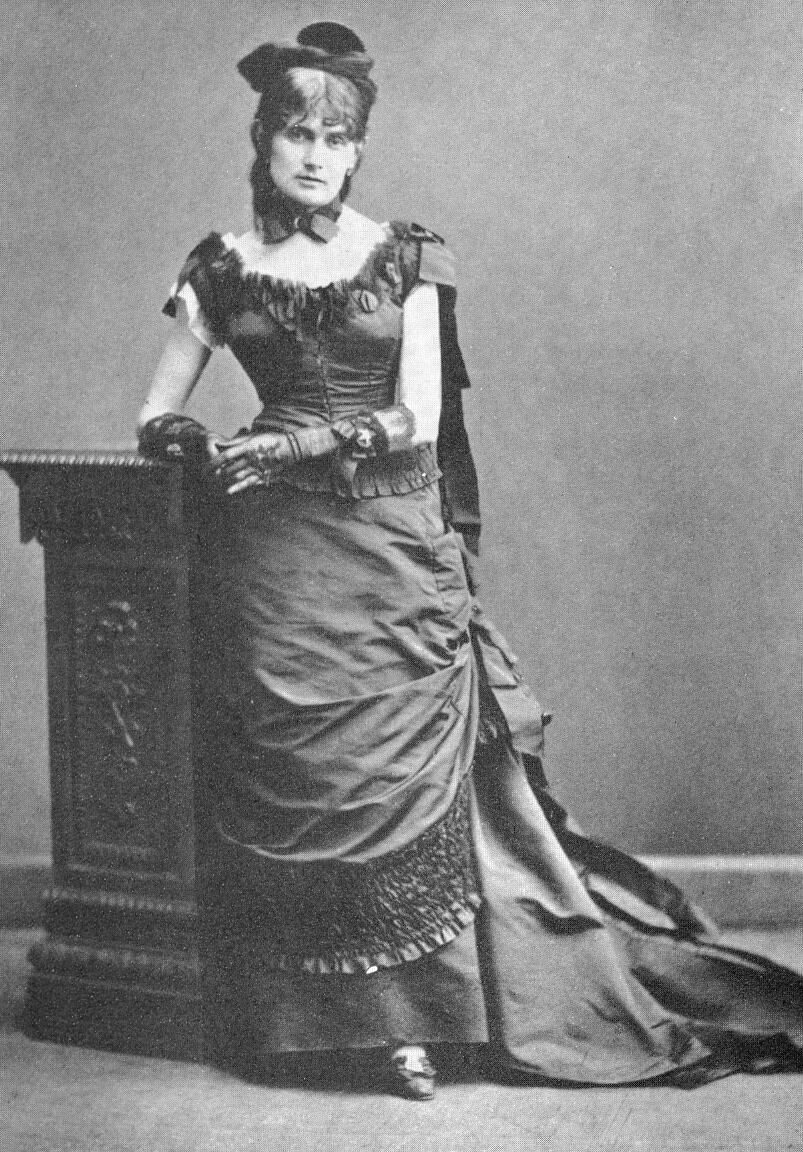
Berthe Morisot en 1875, fotografía de Charles Reutlinger.

La primera valoración de Manet sobre Berthe y su hermana tuvo connotaciones muy negativas, comprobables a través de los comentarios que, por carta, hacía a Henri Fantin-Latour en agosto de 1868:

«Comparto su opinión, las señoritas Morisot son encantadoras, es una pena que no sean hombres, sin embargo como mujeres podrían defender la causa de la pintura casándose cada una con un académico y sembrando así la discordia en el campo de esos anticuados, aunque sería pedirles un sacrificio demasiado grande.»

Esta cita es solo un ejemplo de cómo, a lo largo de su vida y su carrera, Berthe Morisot debió de luchar contra las ideas preconcebidas sobre las mujeres y los impedimentos que estas le generaron para el desarrollo de su carrera artística. Como tal, fue un personaje muy inusual en su decisión de ser una pintora profesional a la vez que esposa y madre, pero ha sido vista, hasta los primeros revisionismos científicos, especialmente los de corte feminista, como una figura secundaria del movimiento en lugar de ocupando un lugar insustituible en la conformación del mismo. A pesar de esto, Morisot fue una figura clave en la fundación del Impresionismo como movimiento, en sus exhibiciones y en su círculo, sentando un precedente para todas las mujeres artistas o aspirantes a serlo de la posteridad.

## Listado de obras
La siguiente selección está basado en los libros de Charles F. Stuckey, “Berthe Morisot”, y de William P. Scott, y Suzanne G. Lindsay, que proviene del catálogo de Marie- Louise Bataille, Denis Rouaart y Georges Wildenstein, hecho en 1961. Hay notables variaciones entre los títulos de los cuadros, las fechas de su ejecución, compra e incluso de su exposición.

### Desde los comienzos hasta el compromiso impresionista 1864-1874
- Estudio, 1864, óleo sobre lienzo 60,3 × 73,5 cm, colección privada.
- Casa con techo de paja en Normandía, 1865, óleo sobre lienzo 46 × 55 cm, colección privada.
- El Sena río abajo desde el puente de Jena, 1866, óleo sobre lienzo 51 × 73 cm, colección privada.
- El río Pont Aven en Roz-Bras, 1867, óleo sobre lienzo 55 × 73 cm, colección privada, Chicago.
- Barcos al amanecer, 1869, pastel sobre papel 19,7 × 26,7 cm, colección privada.
- Niña en su ventana, 1869, óleo sobre lienzo 36.8 × 45.4 cm, colección privada.
- Madame Morisot y su hija Madame Pontillon (La Lectura), 1869-1870, óleo sobre lienzo 101 × 81,8 cm, Galería Nacional de Arte de Washington.
- El puerto de Cherburgo, 1871, lápiz y acuarela sobre papel 15,6 × 20,3 cm, colección privada Paul Mellon, Upperville, Virginia.
- El puerto de Cherburgo, 1871, óleo sobre lienzo 41.9 × 55.9 cm, colección privada Paul Mellon, Upperville, Virginia.
- Vista de París desde las alturas del Trocadero, 1871, óleo sobre lienzo 46.1 × 81.5 cm, Museo de Arte de Santa Bárbara, California.
- Madre e hija en el balcón, 1872, óleo sobre lienzo 20,5 × 16,4 cm, Museo Artizon, Tokio.
- Madre e hija en el balcón, 1871-1872, acuarela 20.5 × 16.4 cm, Instituto de Arte de Chicago.
- Interior, 1871, óleo sobre lienzo 60 × 73 cm, colección privada.
- Retrato de Madame Pontillon, 1871, pastel sobre papel 85,5 × 65,8 cm, Museo del Louvre, gabinete de dibujos. Actualmente en las colecciones del Museo de Orsay.
- La entrada del puerto, 1871, acuarela sobre papel 24,9 × 15,1 cm, Museo Léon-Alègre, dibujos del gabinete Bagnols-sur-Cèze.
- Madame Pontillon y su hija Jeanne en un sofá, 1871, acuarela sobre papel 25.1 × 25.9 cm, Galería Nacional de Arte de Washington.
- Chica en un banco (Edma Pontillon), 1872, óleo sobre lienzo 33 × 41 cm.
- El juego del escondite, 1872, óleo sobre lienzo 33 × 41 cm, colección privada.
- La cuna, 1872, óleo sobre lienzo, 56 × 46 cm, Museo de Orsay, París.
- La lectura (Edma leyendo), 1873, óleo sobre lienzo 45.1 × 72.4 cm, Museo de Arte de Cleveland, Ohio.
- En la playa de Petites-Dalles, 1873, óleo sobre lienzo 24.1 × 50.2 cm, Museo de Bellas Artes de Virginia.
- Madame Boursier y su hija, 1873, óleo sobre lienzo 74 × 52 cm, Museo de Bellas Artes de Virginia.
- El pueblo de Maurecourt, 1873, pastel sobre papel 47 × 71.8 cm, colección privada.
- Esquina de París vista desde Passy, 1873, pastel sobre papel 27 × 34.9 cm, colección privada.
- En la terraza, 1874, óleo sobre lienzo 45 × 54 cm, Museo del Petit Palais, París.
- Retrato de la Sra. Hubbard, 1874, óleo sobre lienzo 50,5 × 81 cm, museo Ordrupgaard de Copenhague.
- Mujer e hijo junto al mar, 1874, acuarela sobre papel 16 × 21,3 cm, colección privada.

### Maestría e innovación 1875-1883
- Tendales de lavanderas, 1875, óleo sobre lienzo 33 × 40.8 cm, Galería Nacional de Arte de Washington.
- Chica en el espejo, 1875, óleo sobre lienzo, 54 × 45 cm, colección privada.
- Escena portuaria en la isla de Wight, 1875, óleo sobre lienzo, 48 × 36 cm, colección privada.
- Escena del puerto en la isla de Wight, 1875, óleo sobre lienzo, 43 × 64 cm, Museo de Newark, Nueva Jersey.
- Eugene Manet en la Isla de Wight, 1875, óleo sobre lienzo, colección privada de 38 × 46 cm.
- Frente a un yate, 1875, acuarela sobre papel, 20,6 × 26,7 cm, Instituto de Arte Sterling y Francine Clark, Williamstown, Massachusetts.
- Mujer en el baño, 1875, óleo sobre lienzo, colección privada de 46 × 38 cm.
- Mujer en su baño, 1875-1880, óleo sobre lienzo, 60,3 × 80,4 cm, Instituto de Arte de Chicago.
- Retrato de una mujer (antes del teatro), 1875, óleo sobre lienzo, 57 × 31 cm, Galería Schröder & Leisewitz, Bremen.
- Mujer joven en el salón de baile, 1876, óleo sobre lienzo, 86 × 53 cm, Museo de Orsay, París.
- Chica en el baile, 1875, óleo sobre lienzo 62 × 52 cm, Museo Marmottan-Monet, París.
- El ramillete negro, 1876, óleo sobre lienzo, 73 × 59.8 cm, Galería Nacional de Irlanda, Dublín.
- La Psyché, 1876, óleo sobre lienzo, 65 × 54 cm, Museo Thyssen-Bornemisza, Madrid.
- Soñador, 1877, pastel sobre lienzo, 50.2 × 61 cm, Museo Nelson-Atkins, Kansas.
- Verano, también titulada Mujer joven cerca de una ventana, 1878, óleo sobre lienzo, 76 × 61 cm, Museo Fabre, Montpellier.
- Mujer joven sentada, 1878-1879, óleo sobre lienzo 80 × 100 cm, Colección privada Nueva York.
- Chica de espaldas en su toilette, óleo sobre lienzo, 60,3 × 80,4 cm, Instituto de Arte de Chicago.
- Día de verano (Lago Bois de Boulogne), 1879, 45,7 × 75,3 cm, Galería Nacional de Londres.
- En el jardín (Señoras recogiendo flores), 1879, óleo sobre lienzo, 61 × 73,5 cm, Museo Nacional de Estocolmo.
- Invierno, 1880, óleo sobre lienzo 73.5 × 58.5 cm, Museo de Arte de Dallas.
- Dos niñas sentadas cerca de una mesa, 1880, lápiz y acuarela sobre papel 19.6 × 26.6 cm colección privada Alemania.
- Playa en Niza 1881-1882, acuarela sobre papel 42 × 55 cm, Museo Nacional de Estocolmo.
- El puerto de Niza, 1881-1882, óleo sobre lienzo, 53 × 43 cm colección privada.
- El puerto de Niza, 1881-1882, óleo sobre lienzo, colección privada de 41 × 55 cm.
- El Puerto de Niza, 1881, tercera versión de tamaño 38 × 46 cm conservado en el Museo de Arte de Dallas.
- Té, 1882, óleo sobre lienzo 57,5 × 71,5 cm, Fundación Madelon Vaduz, Liechtenstein.
- La fábula, 1883, óleo sobre lienzo, colección privada de 65 × 81 cm.
- El jardín (Mujeres en el jardín) (1882-1883) óleo sobre lienzo, 99.1 × 127 cm, Sara Lee Corporation, Chicago.
- Eugène Manet y su hija en el jardín, 1883, óleo sobre lienzo, 60 × 73, colección privada.
- En el jardín de Maurecourt, 1883, óleo sobre lienzo, 54 × 65 cm, Museo de Arte de Toledo.
- El muelle de Bougival, 1883, óleo sobre lienzo 55,5 × 46 cm, Nasjonalgalleriet, Oslo.
- Julie y su bote (Niña jugando), 1883, Acuarela sobre papel de 25 × 16 cm, colección privada.
- Almiar, 1883, óleo sobre lienzo 55,3 × 45,7 cm, colección privada, Nueva York.

### Pleno florecimiento 1884-1894
- En la veranda, 1884, óleo sobre lienzo 81 × 10 cm, colección privada.
- Julie con su muñeca, 1884, óleo sobre lienzo 82 × 10 cm, colección privada.
- Niña con su muñeca (Julie Manet), 1884, pastel sobre papel 60 × 46 cm, colección privada.
- En el lago, 1884, óleo sobre lienzo 65 × 54 cm, colección privada.
- Autorretrato, 1885, pastel sobre papel 47.5 × 37.5 cm, Instituto de Arte de Chicago
- Autorretrato con Julie, 1885, óleo sobre lienzo, 72 × 91 cm, colección privada.
- Mujer joven sentada en el Bois de Boulogne, 1885, acuarela sobre papel 19 × 28 cm, Museo Metropolitano de Arte, Nueva York.
- La lección de costura, 1885, Instituto de Artes de Minneapolis.
- El bosque de Compiegne, 1885, óleo sobre lienzo 54,2 × 64,8 cm, Instituto de Arte de Chicago.
- El baño, 1885-1886, óleo sobre lienzo, 92.1 x 73.3 cm, Instituto de Arte Clark, Williamstown.
- En el comedor, 1885-1886, óleo sobre lienzo 61,3 × 50 cm, Galería Nacional de Arte, Washington.
- La palangana, 1886, óleo sobre lienzo 65 × 54 cm, colección Durand-Ruel.
- Interior en Jersey (Interior de la cabaña), 1886, óleo sobre lienzo 50 × 60 cm, museo de Ixelles.
- Mujer que se limpia, 1886-1887, pastel sobre papel 42 × 41 cm. No se encuentra.
- Julie con un gato, 1887, punto seco 14.5 × 11.3 cm, Galería Nacional de Arte, Washington.
- Desnudo desde atrás, 1887, carbón en papel 57 × 43 cm, colección privada.
- Abanico en medallón, 1887, acuarela en seda en forma de abanico, colección privada.
- Retrato de Paule Gobillard, 1887, lápiz de color sobre papel de 27.9 × 22.9 cm, Reader's Digest Association, Nueva York.
- Lago de Bois de Boulogne, 1887, acuarela sobre papel 29,5 × 22,2 cm, Museo Nacional de Mujeres Artistas, Washington.
- Niña leyendo (Lectura), 1888, óleo sobre lienzo 74,3 × 92,7 cm, Museo de Bellas Artes, San Petersburgo Florida.
- Recolección de naranjas, 1889, pastel 61 × 46 cm, Museo de Arte e Historia de la Provenza, Grasse.
- Debajo del naranjo (Julie), 1889, óleo sobre lienzo 54 × 65 cm, colección privada.
- El pequeño Nicoise, 1889, óleo sobre lienzo, Museo de Bellas Artes de Lyon.
- La isla de Bois de Boulogne, 1889, óleo sobre lienzo 68.4 × 54.6 cm, Galería Nacional de Arte, Washington.
- La flautista (Julie Manet y Jeanne Gobillard), 1891, óleo sobre lienzo 56 × 87 cm, colección privada.
- El cerezo, 1891, 1891, óleo sobre lienzo 138 × 88,9 cm, colección privada Washington.
- Pastora desnuda tumbada, 1891, óleo sobre lienzo 57,5×86,4 cm, colección Museo Thyssen-Bornemisza
- Estudio para 'El cerezo' , 1891, pastel de papel de 45,7 × 48,9 cm, The Reader's Digest Association.
- Julie Manet con su galgo, 1893, óleo sobre lienzo 73 × 80 cm, Museo Marmottan-Monet, París.
- Los hijos de Gabriel Thomas, 1894, óleo sobre lienzo 100 × 80 cm, Museo de Orsay, París.
- El peinado, 1894, óleo sobre lienzo 100 × 80 cm, Museo Nacional de Bellas Artes de Argentina, Buenos Aires.
- Chica joven con pelo negro, 1894, lápiz y acuarela 23.1 × 16.8 cm, Museo de Arte de Filadelfia.

## Exposiciones
- 1987, retrospectiva en el Mount Holyoke College Art Museum y la Galería Nacional de arte de Washington, del 6 de septiembre al 29 de noviembre.
- 2002, Fundación Gianadda, Martigny y Oalacio de Bellas Artes de Lille, del 10 de marzo al 19 de junio.
- 2011-2012, Museo Thyssen-Bornemisza, Madrid, en colaboración con Musée Marmottan Monet, del 15 de noviembre al 12 de febrero.
- 2013, Musée Marmottan Monet, París, del 8 de marzo al 1 de julio.
- 2019, Musée d’Orsay, París, del 18 de junio al 22 de septiembre.
- En 2023 su obra fue incluida en la exhibición "Maestras" en el Museo Nacional Thyssen Bornemisza en colaboración con el Arp Museum Bahnhof Rolandseck que recopiló más de un centenar de obras realizadas por artistas mujeres olvidadas en la historia del arte.[14]

## En la ficción
En 2013, Caroline Champetier dirigió una película para televisión sobre el encuentro entre Berthe Morisot y Édouard Manet con Marine Delterme en el papel principal: Berthe Morisot.